# Isla Skúa
La isla Skúa es una isla, de 1,3 kilómetros de largo, situada al sur de las islas Winter (o Invierno) y Galíndez, y al noreste de la isla Negra, en las islas Argentina, frente a la costa oeste de la península Antártica.
Tiene forma triangular. Está separada de la isla Winter por el canal Skúa. En su extremo sudoeste se encuentra la punta Finger (o Dedo).

## Historia y toponimia
Fue cartografiada por la Expedición Británica a la Tierra de Graham (BGLE), liderada por John Rymill, en febrero de 1935, y denominada Skua por la presencia de págalos antárticos o esqúas polares (Stercorarius maccormicki) que anidan allí.

## Reclamaciones territoriales
Argentina incluye la isla en el departamento Antártida Argentina dentro de la provincia de Tierra del Fuego, Antártida e Islas del Atlántico Sur; para Chile forman parte de la comuna Antártica de la provincia Antártica Chilena dentro de la Región de Magallanes y de la Antártica Chilena; y para el Reino Unido integran el Territorio Antártico Británico. Las tres reclamaciones están sujetas a las disposiciones del Tratado Antártico.
Nomenclatura de los países reclamantes: 
- Argentina: islote o isla Skúa[5][6]
- Chile: isla Skúa[7]
- Reino Unido: Skua Island[4]